# Лос-Сантос (Саламанка)
Лос-Сантос (ісп. Los Santos) — муніципалітет в Іспанії, у складі автономної спільноти Кастилія-і-Леон, у провінції Саламанка. Населення — 596 особи (2021).
Муніципалітет розташований на відстані близько 180 км на захід від Мадрида, 47 км на південь від Саламанки.

## Демографія
Динаміка населення (INE ):

## Зовнішні посилання
- Офіційна вебсторінка [Архівовано 22 квітня 2021 у Wayback Machine.]
- Провінційна рада Саламанки: індекс муніципалітетів [Архівовано 23 квітня 2009 у Wayback Machine.]
- Посилання на Google Maps